# Clara Pueyo Jornet
Clara Pueyo Jornet (Vilanova i la Geltrú, 23 de febrer de 1914 - desapareguda el 26 de juny de 1943) fou una dona republicana, membre de la directiva del PSUC i secretària del Socors Roig Internacional. Represaliada pel Franquisme, fou detinguda, torturada i reclosa a la Presó de dones de les Corts de Barcelona, des d'on va protagonitzar una espectacular fuga coneguda com El Gran Vuelo, organitzada pel Partit Comunista, després de la qual, va desaparèixer sense deixar rastre.

## Biografia
Nascuda a Vilanova i la Geltrú, tenia dos germans, el Salvador i l'Armand. El pare treballava a la Pirelli. El 1924 quan Clara tenia 10 anys, la família es va traslladar a Manresa on s'havia obert una sucursal de la factoria.
El 1936 l'esclat de la Guerra Civil la va sorprendre a València, compaginava els estudis de medicina amb la feina de mecanògrafa a la Casa Pirelli i era membre actiu de la JSU del barri de Russafa. Ocupava també el càrrec de secretària del Socors Roig Internacional, dels Amics de la URSS i es relacionava amb el dibuixant i cartellista Manuel Monleón Burgos.
Als Inicis del 1939 la derrota del Bàndol Republicà l'obligà a fugir a França. Sembla que a l'exili hauria tingut una nena que va morir de gana. Fou evacuada i tornà a Barcelona el 8 de juliol de 1940 posant-se a les ordres d'Heriberto Quiñones del PCE que s'encarregava d'organitzar la resistència. Participà en la reconstrucció de la JSU formant part d'una cel·lula on també hi col·laboraven Maria Salvo, Isabel Vicente, i altres activistes. Durant aquell període, ni tan sols la seva família va saber que havia tornat a Barcelona. Vivia amb Isabel Imber Lizarralde i Soledat Real, en un pis del carrer Grau i Torres,nº 37 del barri de La Barceloneta, on Soledat, modista de professió, tenia un taller de Costura anomenat El Oasis, que encobria reunions clandestines i activitats polítiques del partit.
El 22 d'agost de 1941 després d'un escorcoll, els fou incautada abundat documentació i caiguéren altres activistes. Clara, Isabel i Soledad foren traslladades a la Comissaria de Via Laietana de Barcelona. Durant un mes foren interrogades i torturades, passant després a disposició judicial,i ingressades a la Presó de dones de les Corts.
El 19 de juny de 1943 el Partit organitzà la fuga dels dirigents Albert Assa El turco, Antòni Pardinilla, Manuel Donaire i Ángel Olaya empresonats a La Model, que aconseguiren sortir per la porta principal, amb una ordre de llibertat que tenia falsificada la firma del jutge Josualdo de la Iglésia. Al cap de pocs dies, Clara també s'escapà de la Presó de les Corts amb el mateix procediment i ningú tornà a tenir notícies seves. La seva desaparició, va generar molts dubtes i una ombra de mistèri que incloïa espionatge, traïció i la sospita mai aclarida d'un possible assassinat.

## Memòria històrica
En una entrevista per a la Memòria històrica de la Presó de les Corts, Albert Pueyo Tartera, fill d'Armand Pueyo Jornet, germà gran de Clara exterminat el maig de 1941 al Camp de Mauthausen-Gusen, recordava que de petit havia acompanyat la seva mare a la Presó a visitar la seva tia, fins que els van dir que s'havia escapat. Mai més van saber-ne res. Clara va desaparèixer també de la memòria col·lectiva, fins que molts anys després, antigues militants i companyes de captiveri com ara Tomasa Cuevas, Soldead Real, Isabel Vicente, Maria Salvo, etc. la van esmentar a les seves memòries. L'explicació de les circumstàncies de l'evasió, les recuperà àmpliament l'historiador Fernando Hernández Holgado en la seva tesi La prisión militante, Las cárceles de mujeres de Barcelona i Madrid (1939-1945)
El 2014 la directora i periodista chilena Carolina Astudillo Muñoz, va reconstruir la història de Clara Pueyo i realitzà el documental El Gran Vuelo, que intenta, a partir de pocs elements, entendre la vida de Clara, entroncada amb la lluita i la dificultat de les dones de la seva generació per sortir de la invisibilitat. El documental va ser acollit amb gran èxit de públic i crítica, rebent premis i guardons en diversos festivals, i essent un referent en la Mostra Internacional de Films de Dones.